# Billy Porter
Billy Porter (* 21. září 1969, Pittsburgh, Pensylvánie, Spojené státy americké) je americký herec a zpěvák. V roce 2013 získal cenu Tony za roli Loly v muzikálu Sexy botky. Za výkon získal i další divadelní ceny jako Drama Desk Award a Outer Critics Circle. V roce 2014 získal cenu Grammy v kategorii nejlepší muzikálové album za album Sexy botky. Od roku 2018 hraje hlavní roli v seriálu Pose. Za výkon získal nominaci na cenu Zlatý glóbus a získal cenu Emmy v kategorii nejlepší mužský herecký výkon (dramatický seriál).

## Filmografie

### Film
| Rok  | Název                | Role                 | Poznámky |
| ---- | -------------------- | -------------------- | -------- |
| 1996 | Twisted              | Siniqua              |          |
| 1996 | Klub odložených žen  | Zpěvák               |          |
| 1997 | Anastázie            | Různé hlasy          |          |
| 2000 | Praktikantka         | Sebastian Niederfarb |          |
| 2000 | Klub zlomených srdcí | Taylor               |          |
| 2004 | Dárek z lásky        | Randy                |          |
| 2014 | The Humbling         | Princ                |          |
| 2020 | Like a Boss          | Barrett              |          |
| 2021 | Cinderella           | Víla kmotřička       |          |

### Televize
| Rok       | Název                                     | Role           | Poznámky                                                 |
| --------- | ----------------------------------------- | -------------- | -------------------------------------------------------- |
| 1998      | Another World                             | Billy Rush     |                                                          |
| 1999      | V zajetí rocku                            | Little Richard | TV film                                                  |
| 2004      | Zákon a pořádek                           | Greg Ellison   | díl: „Cry Wolf“                                          |
| 2007–12   | So You Think You Can Dance                | Vystupující    | 4 díly                                                   |
| 2012      | Ve znamení raka                           | Eric           | díl: „Tenký led“                                         |
| 2013      | Zákon a pořádek: Útvar pro zvláštní oběti | Jackie Walker  | díl: „Neladící hlasy“                                    |
| 2013      | Land of Lola: Backstage at Kinky Boots    | Moderátor      | 8 dílů                                                   |
| 2014      | Christmas at Rockefeller Plaza            | Vystupující    | TV speciál                                               |
| 2015      | Billy Porter: Broad & Soul                | Vystupující    | TV speciál                                               |
| 2016      | The Get Down                              | DJ Malibu      | díl: „Where There Is Ruin, There Is Hope for a Treasure“ |
| 2018–2019 | Pose                                      | Pray Tell      | 17 dílů                                                  |
| 2018      | American Horror Story: Apocalypse         | Behold Chablis | 5 dílů                                                   |
| 2019      | Saturday Night Live                       | Sám sebe       | díl: „David Harbour/Camila Cabello“                      |
| 2019      | Dick Clark's New Year's Rockin' Eve       | Sám sebe       | TV speciál                                               |
| 2020      | Simpsonovi                                | Desmond (hlas) | díl: „Highway To Well“                                   |
| 2020      | The Twilight Zone                         | —              | díl: „The Who of You“                                    |
| 2020      | Saturday Night Seder                      | Sám sebe       | TV speciál                                               |

### Divadlo
| Rok       | Název                                                                               | Role                         | Poznámky                                            |
| --------- | ----------------------------------------------------------------------------------- | ---------------------------- | --------------------------------------------------- |
| 1991      | Miss Saigon                                                                         | Kompartz/John                | Broadway                                            |
| 1992      | Five Guys Named Moe                                                                 | Moe (náhradník)              | Broadway                                            |
| 1994      | Pomáda                                                                              | Teen Angel                   | Broadway                                            |
| 1995      | Kupec benátský                                                                      | Solanio                      | mimo-Broadway                                       |
| 1995      | Songs for a New World                                                               | Vystupující                  | mimo-Broadway                                       |
| 1995–1997 | Smokey Joe's Cafe                                                                   | Vystupující                  | Broadway                                            |
| 1998–1999 | Miss Saigon                                                                         | John (náhradník)             | Broadway                                            |
| 1998      | Jesus Christ Superstar                                                              | Ježíš                        | Helen Hayes Performing Arts Center, Nyack, New York |
| září 2001 | Dreamgirls                                                                          | James Thunder Early          | koncert New York Actors Fund                        |
| 2003      | Radiant Baby                                                                        | Různé role                   | mimo-Broadway                                       |
| 2004      | Topdog/Underdog                                                                     | —                            | City Theatre, Pittsburgh, PA                        |
| 2004      | Malý krámek hrůz                                                                    | Audrey ll (náhradník)        | Broadway                                            |
| 2004      | Chef's Theater: A Musical Feast                                                     | Vystupující                  | mimo-Broadway                                       |
| 2005      | Ghetto Superstar                                                                    | Vystupující                  | mimo-Broadway, také scenárista                      |
| 2005      | Birdie Blue                                                                         | Bam/Little Pimp/Sook/Minerva | mimo-Broadway                                       |
| 2009      | Putting It Together                                                                 | Vystupující                  | New York                                            |
| 2020      | Andělé v Americe                                                                    | Beliza                       | mimo-Broadway                                       |
| 2013–2015 | Sexy botky                                                                          | Lola                         | Broadway                                            |
| 2014      | Sexy botky                                                                          | Lola (náhradník)             | americké turné                                      |
| 2015      | HAM: A Musical Memoir                                                               |                              | režisér                                             |
| 2016      | Shuffle Along, or the Making of the Musical Sensation of 1921 and All That Followed | Aubrey Lyles                 | Broadway                                            |
| 2016      | White Rabbit Red Rabbit                                                             | —                            | mimo-Broadway                                       |
| 2017      | Sexy botky                                                                          | Lola (náhradník)             | Broadway                                            |

### Hudební videa
| Rok  | Název                   | Umělec       |
| ---- | ----------------------- | ------------ |
| 2019 | „You Need to Calm Down“ | Taylor Swift |

## Ocenění a nominace
| Rok  | Ocenění                             | Kategorie                                                       | Nominee      | Výsledek  |
| ---- | ----------------------------------- | --------------------------------------------------------------- | ------------ | --------- |
| 2013 | Broadway.com Audience Choice Awards | nejoblíbenější mužský herecký výkon v hlavní roli (muzikál)     | Sexy botky   | vítězství |
| 2013 | Cena Tony                           | nejlepší mužský herecký výkon v hlavní roli (muzikál)           | Sexy botky   | vítězství |
| 2013 | Drama Desk Award                    | nejlepší mužský herecký výkon v hlavní roli (muzikál)           | Sexy botky   | vítězství |
| 2013 | Outer Critics Circle Award          | nejlepší mužský herecký výkon v hlavní roli (muzikál)           | Sexy botky   | vítězství |
| 2014 | Cena Grammy                         | nejlepší album (muzikál)                                        | Sexy botky   | vítězství |
| 2017 | Mediální cena GLAAD                 | Ocenění Vita Russo                                              | Billy Porter | vítězství |
| 2019 | Black Reel Awards for Television    | nejlepší mužský herecký výkon v hlavní roli (drama)             | Pose         | vítězství |
| 2019 | Cena Emmy                           | nejlepší mužský herecký výkon v hlavní roli (drama)             | Pose         | vítězství |
| 2019 | Critics' Choice Awards              | nejlepší mužský herecký výkon v hlavní roli (dramatický seriál) | Pose         | nominace  |
| 2019 | Dorian Awards                       | Herec roku                                                      | Pose         | vítězství |
| 2019 | Dorian Awards                       | Muzikálové vystoupení roku                                      | „Home“       | vítězství |
| 2019 | Gold Derby Awards                   | nejlepší mužský herecký výkon v hlavní roli (dramatický seriál) | Pose         | vítězství |
| 2019 | Television Critics Association      | Individuální ocenění (drama)                                    | Pose         | nominace  |
| 2019 | Zlatý glóbus                        | nejlepší mužský herecký výkon v hlavní roli (dramatický seriál) | Pose         | nominace  |
| 2020 | Critics' Choice Awards              | nejlepší mužský herecký výkon v hlavní roli (dramatický seriál) | Pose         | nominace  |
| 2020 | Dorian Awards                       | Herec roku                                                      | Pose         | vítězství |
| 2020 | Dorian Awards                       | Divoký umělec roku                                              | Billy Porter | nominace  |
| 2020 | Dorian Awards                       | Divoký umělec dekády                                            | Billy Porter | nominace  |
| 2020 | Zlatý glóbus                        | nejlepší mužský herecký výkon v hlavní roli (dramatický seriál) | Pose         | nominace  |